# Boroșneu Mare
Boroșneu Mare é uma comuna romena localizada no distrito de Covasna, na região histórica da Transilvânia. A comuna possui uma área de 44.08 km² e sua população era de 3274 habitantes segundo o censo de 2007.